# Cordia utermarkiana
Cordia utermarkiana là loài thực vật có hoa trong họ Mồ hôi. Loài này được Borhidi mô tả khoa học đầu tiên năm 1971 publ. 1972.